# Świątek (wzgórze)
Świątek (do 1945 niem. Heiliger Berg) – wzgórze w gminie Stare Czarnowo (województwo zachodniopomorskie, powiat gryfiński) o wysokości 119,2 m n.p.m.. Znajduje się w północno-zachodniej części Wzgórz Bukowych, na terenie rezerwatu "Bukowe Zdroje", w oddziale leśnym 255. Na północ od szczytu wzgórza przebiega równoleżnikowo granica lasu, natomiast od południa wzgórze ograniczone jest głęboką doliną strumienia Jeziorna.
Na wzgórzu znajduje się pomnik upamiętniający Carla Friedricha Meyera – szczecińskiego nauczyciela, współzałożyciela i prezesa stowarzyszenia miłośników Puszczy Bukowej Buchheide Verein, autora publikacji dotyczących Puszczy Bukowej. Pomnik wzniesiono w 1905 r.; po II wojnie światowej poważnie uszkodzony (przewrócony i rozczłonkowany), został odbudowany w 2023 r.
Przed II wojną światową na szczyt wzgórza, od strony doliny strumienia Jeziorna, prowadziły nie zachowane do dziś schody.
Według miejscowych legend na wzgórzu znajdowała się pustelnia, w której mieszkał świątobliwy mnich nauczający nie tylko przechodzących w pobliżu ludzi, ale także ptaki i inne zwierzęta.